# Winnetou
Winnetou je izmišljeni indijanski poglavica iz plemena Apača. Njegov je lik u svojim romanima stvorio njemački književnik Karl May.
Winnetou se pojavljuje i u drugim književnim djelima Karla Maya, kao što su "Old Shatterhand", "Old Surehand", "Old Firehand" i dr.

## Radnja romana o Winnetouu
Radnja se odvija na Divljem zapadu; pripovijeda je njemački pripovjedač po imenu "Charley" (Karl May), koji kasnije, zbog svoje snage dobiva nadimak Old Shatterhand. Karl je na početku zaposlen kao nastavnik u gradu St. Louisu, gdje se sastaje s proizvođačem oružja Mr. Henryjem. Nakon što Mr. Henry vidi Karlove vještine s oružjem, zaposli ga kao geodeta za mjerenje trase željeznice.
Budući da se željeznička pruga nalazi na indijanskom teritoriju plemena Apača, Karl doživljava indijanski napad, u kojem su ubijeni gotovo svi geodeti, a preživljava tek četiri lika: Sam Hawkens, Dick Stone, Will Parker i Old Shatterhand.
Old Shatterhand se vremenom sprijatelji s Winnetouom. Njihove su zajedničke pustolovine opisane u mnogim Mayevim djelima.

## Filmski serijal
Snimljeno je deset filmova o Winnetouu od 1962. do 1968. godine. Snimili su ih zapadnonjemački filmaši u koprodukciji s hrvatskom filmskom kućom Jadran filmom, u divljini nedirnute hrvatske prirode: Nacionalni parkovi Paklenica, Plitvička jezera i Krka, Velebit, kanjon Zrmanje i Vrlika i drugdje. Za potrebe snimanja sagrađen je vesternski gradić Roswell kod Fužina.
- Blago srebrnog jezera, 1962.
- Winnetou 1, 1963.
- Old Shatterhand, 1964.
- Winnetou 2, 1964.
- Winnetou među jastrebovima, 1964.
- Winnetou: Kralj petroleja, 1965.
- Winnetou 3, 1965.
- Old Surehand, 1965.
- Winnetou i Apanači / Mješanke, 1966.
- Winnetou i njegov prijatelj Old Firehand, 1966.
- Winnetou u Dolini smrti, 1968.

1998. je snimljen Winnetouov povratak (Winnetous Rückkehr), s Pierreom Briceom, glavnim glumcem u serijalu o Winnetouu 1960-ih.